# Ручная дуговая сварка

Ручная дуговая сварка: 1 — электродное покрытие, 2 — электродный стержень, 3 — защитный газ, 4 — сварочная ванна, 5 — заготовка, 6 - шов, 7 — шлаковая корка

Ручная дуговая сварка — сварка, источником энергии которой является электрическая дуга.
Используется для сварки углеродистых сталей обычного качества, качественных сталей с различным содержанием марганца, низколегированных и легированных, жаропрочных и жаростойких сталей, чугуна и цветных металлов.

## История
Ручная электрическая сварка с использованием угольных электродов изобретена в 1882 году русским учёным , греческого происхождения  Н. Н. Бенардосом в Российской империи. Изобретение он запатентовал в Германии, Франции, России, Италии, Англии, США. В дальнейшем он разработал сварку дугой в защитном газе, контактную сварку.
Сварка плавящимся металлическим электродом изобретена учёным Н. Г. Славяновым в 1888 году.

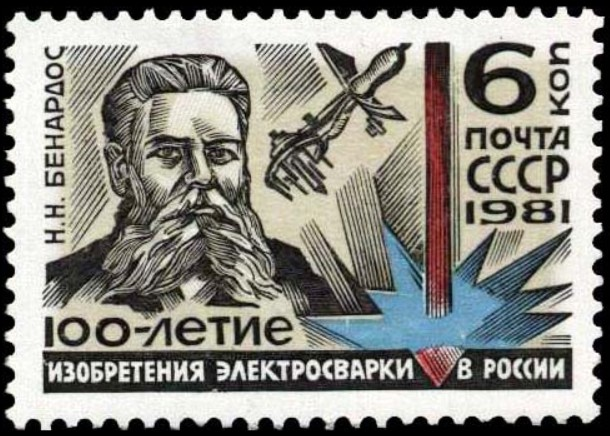
Почтовая марка СССР, посвящённая 100-летию изобретения электросварки в России, 1981 год,

## Сущность
Для ручной дуговой сварки характерно зажигание дуги, производимое касанием электродов к металлическому изделию, поддержание длины дуги во время сварки и перемещение электродов. При протекании тока короткого замыкания, электрод в месте касания нагревается до высокой температуры, зажигается дуга и производится сварка дугой с переносом материала электрода или проволоки в место сварки. Для защиты места сварки от газов, содержащихся в воздухе, используется защита места сварки газами (аргоновая сварка).
Ручная дуговая сварка разделяется на следующие виды:
- одно-, двух- и многоэлектродную, используемую для ускорения работ и повышения производительности труда;
- сварку при постоянном и переменном токе;
- сварку однофазной и трёхфазной дугой.

В зависимости от длины свариваемого стыка и толщины свариваемого существуют разные способы ведения шва:
- Короткие швы до 250 мм делают способом — «на проход».
- Швы средней длины от 250 до 1000 мм выполняют от середины к краям ступенчатым способом по участкам.
- Швы длинные делают обратноступенчатым способом от середины к краям.

## Электроды

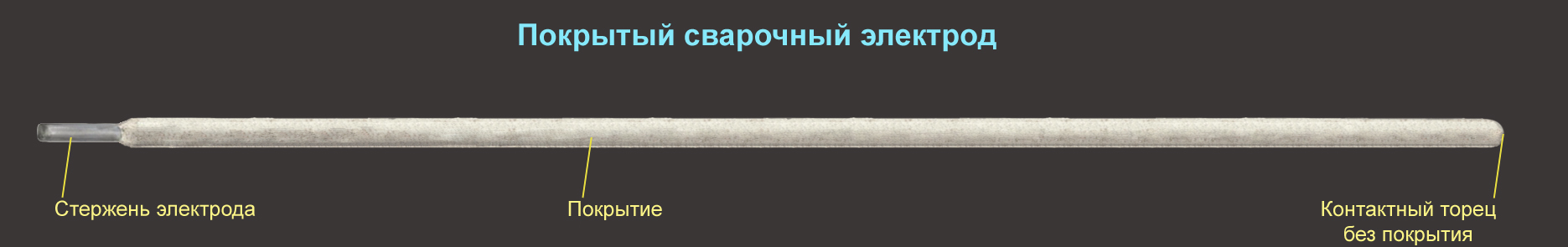
Покрытый сварочный электрод

Для ручной дуговой сварки используют плавящиеся и неплавящиеся электроды. Электроды изготовлены из проволоки и электродного покрытия.
Выбор электродов зависит от ряда факторов, в том числе присадочного материала, положения сварки и требуемых свойств сварного шва. Покрытие используют для поддержания устойчивого горения дуги; защиты зоны сварочной дуги от воздействия кислорода, азота, водорода в воздухе. Чтобы предотвратить сварочное загрязнение, в покрытие вводят раскислители для очистки сварного шва, что улучшает стабильность дуги и обеспечивает процесс легирующими элементами, улучшающими качество сварки.
Состав металла электродов схож или идентичен металлу основного материала. Но часто существует небольшое различие, которое сильно воздействует на свойства получаемого сварного шва. Например, электроды из нержавеющей стали иногда используются для сварки изделий из углеродистой стали и для сварки деталей из нержавеющей стали с углеродистой сталью.

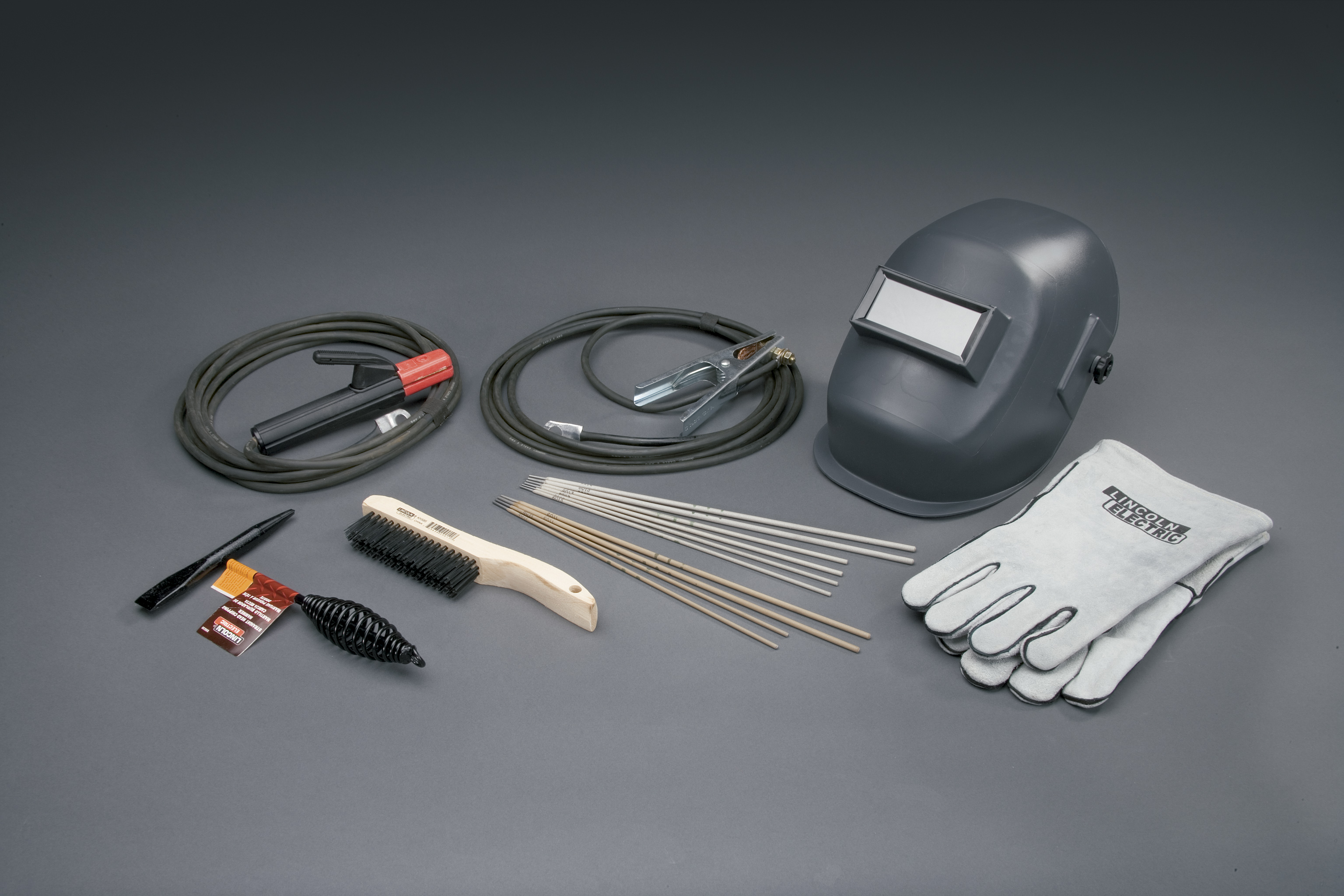
Аксессуары для ручной дуговой сварки

В состав электродных покрытий могут входить рутил, фторид кальция, целлюлоза, порошок железа и др. Рутиловые электроды с покрытием с 25—45 % TiO2, характеризуются простотой в использовании и хорошим внешним видом получаемого шва. Тем не менее, получаемые с их использованием сварные швы имеют высокое содержание водорода, что приводит к хрупкости шва. Электроды, содержащие фторид кальция (CaF2) являются гигроскопичными и должны храниться в сухих условиях. Они производят прочные сварные швы, но с грубой и выпуклой поверхностью. Электроды, покрытые целлюлозой, особенно в сочетании с рутилом, обеспечивают глубокое проникновение сварного шва в изделие. При этом необходимо предпринимать специальные меры для предотвращения образования трещин. В международной практике приняты следующие сокращения для обозначения типа покрытия сварочных электродов для ручной дуговой сварки:
- A — кислое; RA — рутилово-кислое;
- B — основное; RB — рутилосновное;
- C — целлюлозное; RC — рутилцеллюлозное;
- R — рутиловое; RR — рутиловое толстое;
- S — другое.

Для идентификации электродов, американское сварочное общество присвоило электродам четырех- или пятизначные номера и буквы. Обозначение электродов, изготовленных из мягкой и низколегированной стали начинается с буквы Е, затем следует число. Первые две или три цифры номера указать предел прочности на разрыв металла сварного шва, в тысячу фунтов на квадратный дюйм. Предпоследняя цифра 1 — быстро затвердевающие электроды, 2 — быстро заполняющие электроды для горизонтальной сварки. Сварочный ток и тип покрытия электрода определяются последними двумя цифрами.
В России электроды, предназначенные для сварки углеродистых и низколегированных сталей, а также легированных с повышенной и высокой прочностью маркируются так: первым ставится индекс Э — электрод для ручной дуговой сварки и наплавки; последующие цифры обозначают предел прочности при растяжении в кгс/мм2; индекс А информирует, что металл шва имеет повышенные свойства по пластичности и ударной вязкости.
Электроды для сварки теплоустойчивых, высоколегированных сталей и для наплавки, имеют обозначения: индекс Э — электрод для ручной дуговой сварки и наплавки; дефис; последующие цифры указывают на содержание углерода в сотых долях процента; следующие буквы и цифры, определяют содержание химических элементов в процентах.
В России покрытые электроды для ручной дуговой сварки или наплавки регламентируются следующими стандартами:
- ГОСТ 9466-75 «Электроды покрытые для ручной дуговой сварки и наплавки. Классификация и общие технические условия»;
- ГОСТ 9467-75 «Электроды покрытые металлические для ручной дуговой сварки конструкционных и теплоустойчивых сталей»;
- ГОСТ 10052-75 «Электроды покрытые металлические для ручной дуговой сварки высоколегированных сталей с особыми свойствами»;
- ГОСТ 10051-75 «Электроды покрытые металлические для ручной дуговой наплавки поверхностных слоев с особыми свойствами».

В международной практике действующими стандартами на электроды являются стандарты ISO:
- ISO 2560-73 «Электроды покрытые для ручной дуговой сварки малоуглеродистых и низколегированных сталей. Система условных

обозначений» устанавливает систему условных обозначений электродов в зависимости от состава покрытия и характеристик металла сварного шва. Распространяется на покрытые электроды, предназначенные для ручной дуговой сварки мало-углеродистых и низколегированных сталей с прочностью от 490 до 590 Н/мм².
- ISO 3580-75 «Электроды покрытые для ручной дуговой сварки теплоустойчивых сталей. Система условных обозначений».
- ISO 3581-76 «Электроды покрытые для ручной дуговой сварки коррозионностойких и других высоколегированных сталей. Система

условных обозначений».

## Источники питания

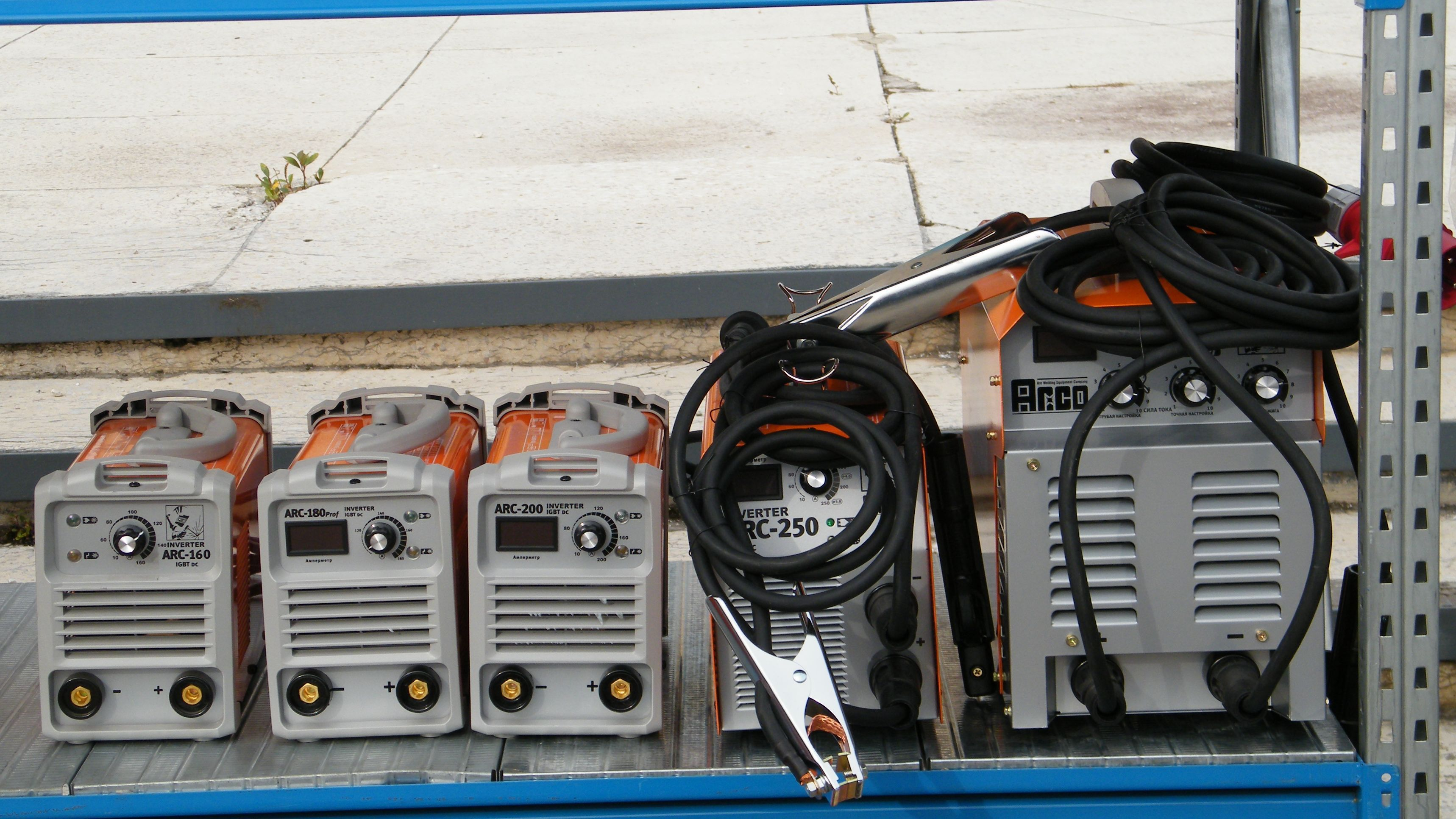
Инверторные сварочные аппараты

## Разновидности

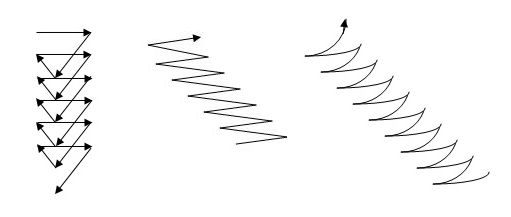
Поперечные траектории ручной дуговой сварки